# Mary Broh
Mary Tanyonoh Broh, née le 15 septembre 1951 à Takoradi, au Ghana, est une des maires de Monrovia, capitale du Liberia. Elle a dirigé cette municipalité de 2009 à 2013.

## Biographie
La famille de Mary Tanyonoh Broh appartient au peuple Krou. Elle est née le 15 septembre 1951 dans la ville côtière de Takoradi au Ghana, où vivait sa mère Esther N. Goet. Après le retour de sa mère au Liberia, en 1959, ils habitent un temps à Cape Palmas. Dans les années 1960, sa mère, qui est mère célibataire n'a pas de domicile fixe et vit de petits travaux occasionnels. Mary Broh a eu une enfance très difficile. En 1967 elle trouve une place dans une école méthodiste à Gbarnga, puis obtient une bourse pour étudier au College of West Africa (CWA) à Monrovia en 1968. À Logan Town, elle travaille également comme employée de maison. Son premier emploi est au sein de la Bank of Liberia à Monrovia. Elle part quelques années plus tard aux États-Unis, où elle suit plusieurs cours de formation professionnelle. Puis elle fait carrière à New York dans une entreprise textile, pendant 14 ans. Elle rencontre également dans cette ville Ellen Johnson Sirleaf, alors fonctionnaire internationale (elle travaille pour le Programme des Nations Unies pour le développement).
Elle revient au Liberia, lorsque Ellen Johnson Sirleaf se présente à l'élection présidentielle, fin 2005 puis début 2006, l'aidant dans sa campagne électorale. Elle Johnson Sirleaf devient présidente du pays, et Mary Broh reste dans son entourage, avec la ferme intention de l'aider à réussir. À Monrovia, elle est nommée « coordinatrice de projets spéciaux », notamment pour redresser la capitale, en ruine après les années de guerre civile.
Son deuxième poste est au département des passeports du ministère des Affaires étrangères. C'est là qu'elle met fin à l'activité de délivrance de visas, de passeports et de certifications, contre des bakchichs. Elle est ensuite directrice adjointe de l'administration portuaire d'État à Freeport Monrovia. Dans les deux cas, elle dispose de larges pouvoirs d'action. À Freeport, elle travaille également à la modernisation de la logistique portuaire, et à combattre à nouveau la corruption.
À la suite de ses résultats, elle devient maire de Monrovia en 2009 à la demande de la présidente Johnson-Sirleaf. Elle succède à une autre femme maire (qui avait été désignée dans cette fonction par Charles Taylor, Ophelia Hoff Saytumah, dont le mandat a été arrêté durant l'été 2009 pour corruption avérée,). La confirmation de sa nomination par le Sénat, qui était théoriquement nécessaire, n'a jamais été effectuée, cette assemblée s'y refusant. Pour autant, dans cette nouvelle fonction de maire de la capitale, elle se consacre à nouveau aux  problèmes de corruption et de népotisme. En tant que maire, elle veut également obtenir des résultats visibles dans le paysage urbain de cette mégapole. Elle cherche à réduire les problèmes des sans-abri et du squattage, et compte sur l'expulsion des petits délinquants et des trafiquants de drogue du centre-ville. Elle tente de trouver des solutions à la surpopulation engendrée par des migrations de l'intérieur du pays vers la capitale pendant les guerres civiles qui ont éclaté dans les années 1980 et 1990 sous Samuel Doe et Charles Taylor. Ses projets comprennent également la réorganisation de la collecte des déchets et le nettoyage des rues ainsi que l'examen des conditions d'hygiène sur les marchés de rue et l'application de licences pour les activités commerciales. Elle fait appliquer l'ordonnance numéro 1 révisée de la ville, initialement établie par le conseil municipal en 1975 pour traiter des questions de santé publique, d'assainissement et de vendeurs ambulants. Elle vérifie personnellement les progrès réalisés dans la ville au moyen de visites d'inspection hebdomadaires. Le licenciement du chef de la police du « Grand Monrovia » lui vaut le respect du personnel de l'administration de la ville. Elle est aussi connue pour son ton énergétique (elle est surnommée «la Générale»), et ses altercations.
Pour soutenir son action, la présidente du Liberia ordonne la création d'un Groupe de travail de la Grande Région de Monrovia sur le nettoyage et la rénovation urbaine, dirigé par Daniel G. Johnson, dont les membres comprennent des hommes d'affaires basés à Monrovia (iibanais et indiens) et les maires, commissaires et gouverneurs du Grand Monrovia. Mary Broh introduit aussi une journée mensuelle Monrovia Clean Up qui comprend une fermeture pendant quatre heures de toutes les institutions privées et publiques. Ce temps est utilisé par les employés concernés pour des travaux de nettoyage et d'embellissement, dans la ville et sur la plage. Des controverses s'enchaînent sur son action tout au long de son mandat et prennet de l'importance en 2011 et 2012. Ces polémiques créent une position difficile pour la présidente Ellen Johnson-Sirleaf. Mary Broh décide de remettre sa démission à la présidente, le 28 février 2013,.